# Giuseppina Bozzachi
Giuseppina Bozzachi ou Bozzacchi (23 de novembro de 1853 — 23 de novembro de 1870) foi uma bailarina italiana. Um marco em sua carreira foi estrelar Swanhilda, personagem principal na ópera Coppélia de Léo Delibes aos 16 anos. Morreu no dia em que completava 17 anos, doente e com fome, em decorrência de febres e da varíola após parar de encenar por causa da guerra franco-prussiana.